# Christian Stengel
Christian Stengel (* 3. März 1795 in Wewelsfleth bei Glückstadt, Holstein; † 27. Februar 1890 in Røros) war ein deutscher Arzt.
Stengel war der Sohn des Kaufmanns Johann Christian Stengel und der Catharina Holling in Wewelsfleth bei Glückstadt in Holstein. 1810 wurde er chirurgischer Lehrling am Krankenhaus in Glückstadt und ging 1812 nach Kopenhagen, um dort Chirurgie zu studieren. Da Dänemark mit Frankreich verbündet war, geriet das Land in einen Krieg gegen das Bündnis, da Frankreich gegnerisch war. Da es in der dänischen Armee an untergeordneten Ärzten mangelte, wurde Stengel 1812 als Kompaniearzt eingestellt und kam 1813 nach Holstein, wo er im Feldlazarett in Kiel diente. Als Holstein von Carl Johan, dem schwedischen Kronprinzen, besetzt wurde, geriet Stengel in Kriegsgefangenschaft, setzte jedoch seine Arbeit im Feldlazarett fort, bis das Lazarett im Frühjahr 1814 aufgegeben wurde.
Anschließend wurde Stengel nach Kopenhagen beordert und bald darauf als Kompaniearzt in die norwegische Armee entsandt. Nach dem Frieden zwischen Norwegen und Schweden erhielt er eine Anstellung als Kompanie-Chirurg bei der Feldartillerie in Christiania (heute Oslo) und blieb in dieser Position bis zum 21. Oktober 1821. Er bestand seine Vorprüfung im Jahr 1816 und schloss am 22. Mai 1821 sein Studium ab. Zu dieser Zeit war Carl Johan, der Sohn eines französischen Anwalts und ehemaligen Generals der französischen Armee unter dem Namen Jean Baptiste Bernadotte, nun König von Schweden und Norwegen.
Von Herbst 1821 bis April 1882 war er Arzt in der Bergbaugemeinde Røros. Im Jahr 1871 wurde der fünfzigste Jahrestag seiner Ankunft in Røros mit großem Fest gefeiert. Bei dieser Gelegenheit hinterließen die Einwohner von Røros ein Vermächtnis zu seinem Andenken. 1862 erhielt er von seinen Mitbürgern ein großes Ehrengeschenk in Silber. Am 15. September 1881, seinem 60. Jahrestag in Røros, wurde er für „lange und treue Dienste“ zum Ritter des St.-Olav-Ordens ernannt. Er ging 1882 in den Ruhestand. Stengel lebte 69 Jahre lang in dieser Bergbaugemeinde.
Christian Stengel heiratete im Juli 1827 Henningea Lovise Aschenberg (1806–1839). Sie hatten zwei Söhne, von denen einer die Kindheit überlebte. Am 10. Oktober 1844 heiratete er Gunhild Kjelsberg (1820–1872). Sie hatten drei Kinder, von denen ein Sohn und eine Tochter die Kindheit überlebten.
Stengel war der Erste, der die Krankheit beschrieb, die heute allgemein als Spielmeyer-Vogt-Krankheit bezeichnet wird.